# Mariaberget
Mariaberget est un quartier officieux situé au nord-ouest de Södermalm à Stockholm en Suède.

## Description
Mariaberget est situé au nord-ouest de l'île de Södermalm. 
Au nord, le quartier est bordé par la baie Riddarfjärden et au sud par la rue Hornsgatan. 
La frontière ouest est Torkel Knutssonsgatan et la frontière est est la rue Pustegränd. 
Le territoire de Mariaberget est en pente raide depuis Hornsgatan au nord jusqu'aux rives de Riddarfjärden.

## Personnalités
Au coin de Bastugatan / Bellmansgatan se trouve la maison rouge de Laurin avec une tour d'angle ronde.
La maison a été construite en 1891-1892 d'après les dessins de l'architecte Valfrid Karlson et porte le nom de l'historien de l'art Carl Gustaf Laurin. 
La salle de la tour de Bellmansgatan 8 a été construite comme atelier pour la peintre Märtha Tynell et plus loin dans la même rue vivait le peintre Nils Kreuger.
Le compositeur Ture Rangström a vécu et travaillé dans la ferme Rangström qui porte son nom à Bastugatan 30B. 
Ivar Lo-Johansson à vécu au 21 Bastugatan pendant plus de 50 ans.
Le troubadour Olle Adolphson avait sa résidence en face. 
La villa Cederborg, au numéro 20, porte le nom de l'homme politique Allan Cederborg.
Le poète et compositeur suédois Carl Michael Bellman (1740-1795) est né dans la Grande maison Daurer à Hornsgatan 29 A. 
Le peintre Eugène Jansson (1862-1915) a vécu à Mariaberget de 1891 jusqu'à sa mort en 1915.

## Östra Mariaberget
La partie entre Pustegränd à l'est et Blecktornsgränd à l'ouest s'appelle Mariaberget östra (est de Mariaberget) et est une réserve culturelle avec un grand nombre de bâtiments qui, selon le Musée municipal de Stockholm, ont « des valeurs culturelles et historiques extrêmement élevées ».
L'est de Mariaberget est aujourd'hui un quartier résidentiel recherché avec « des valeurs culturelles et historiques extrêmement élevées ».

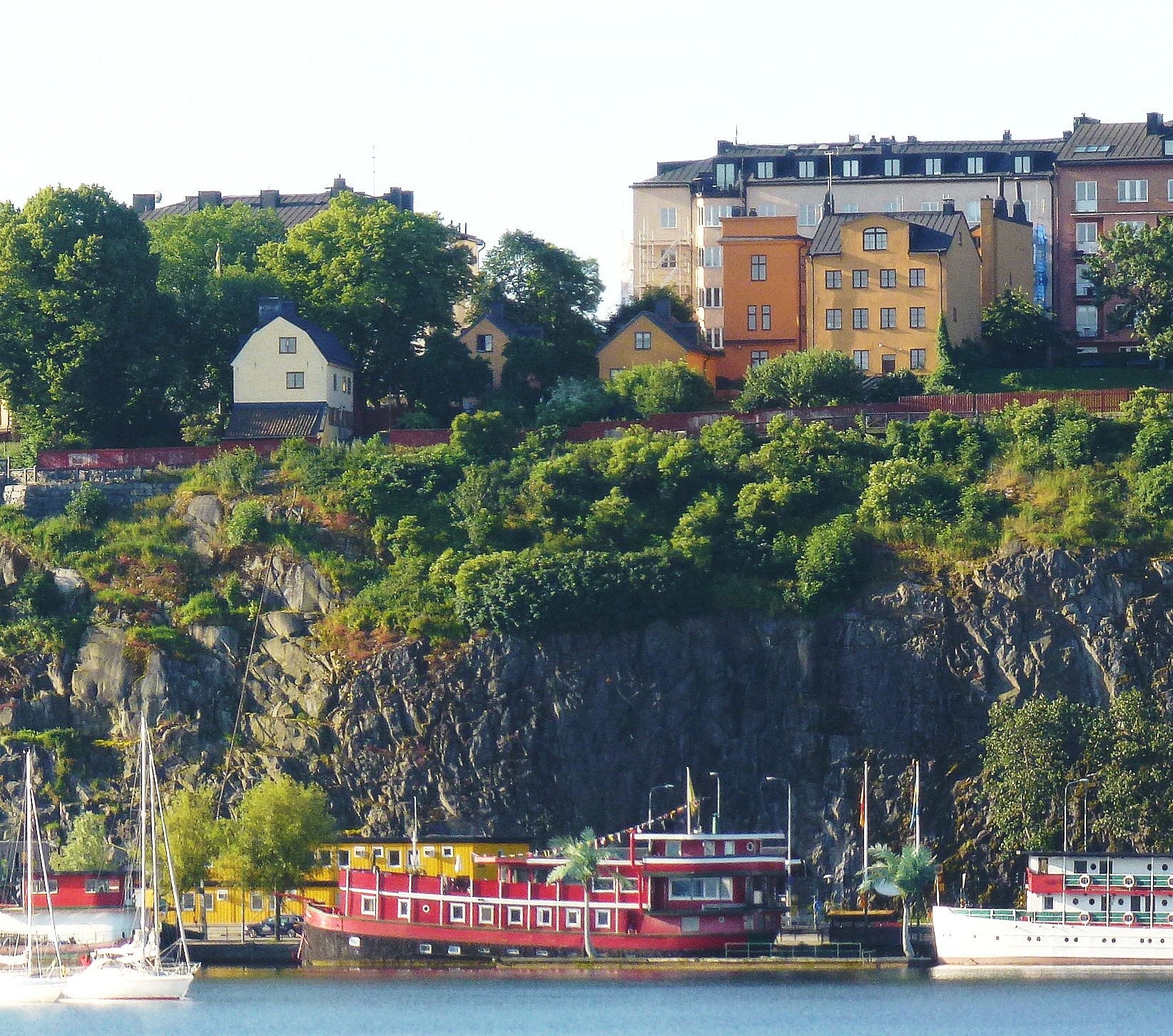
Mariaberget.
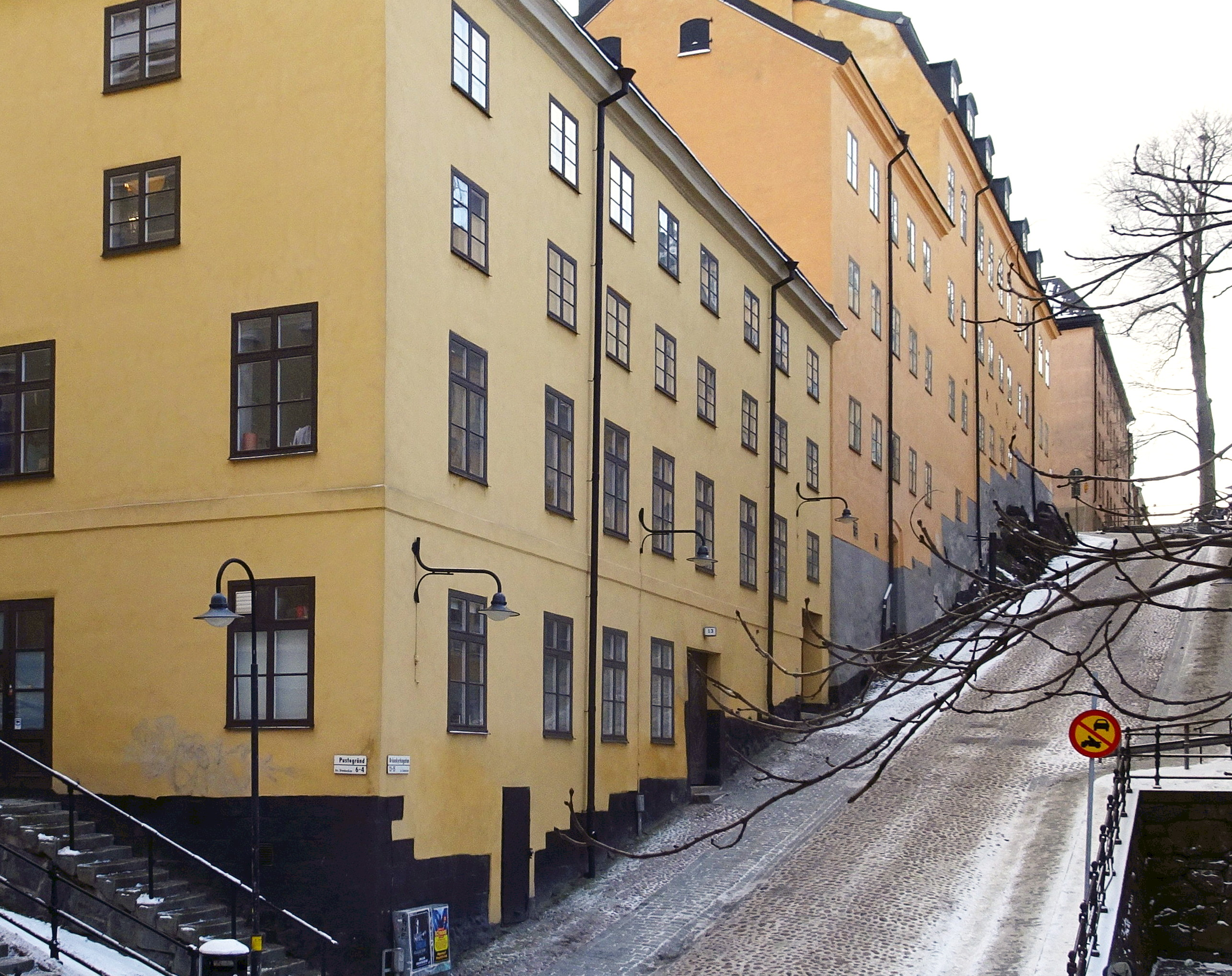
Kvarteret Stenbocken, 2018.
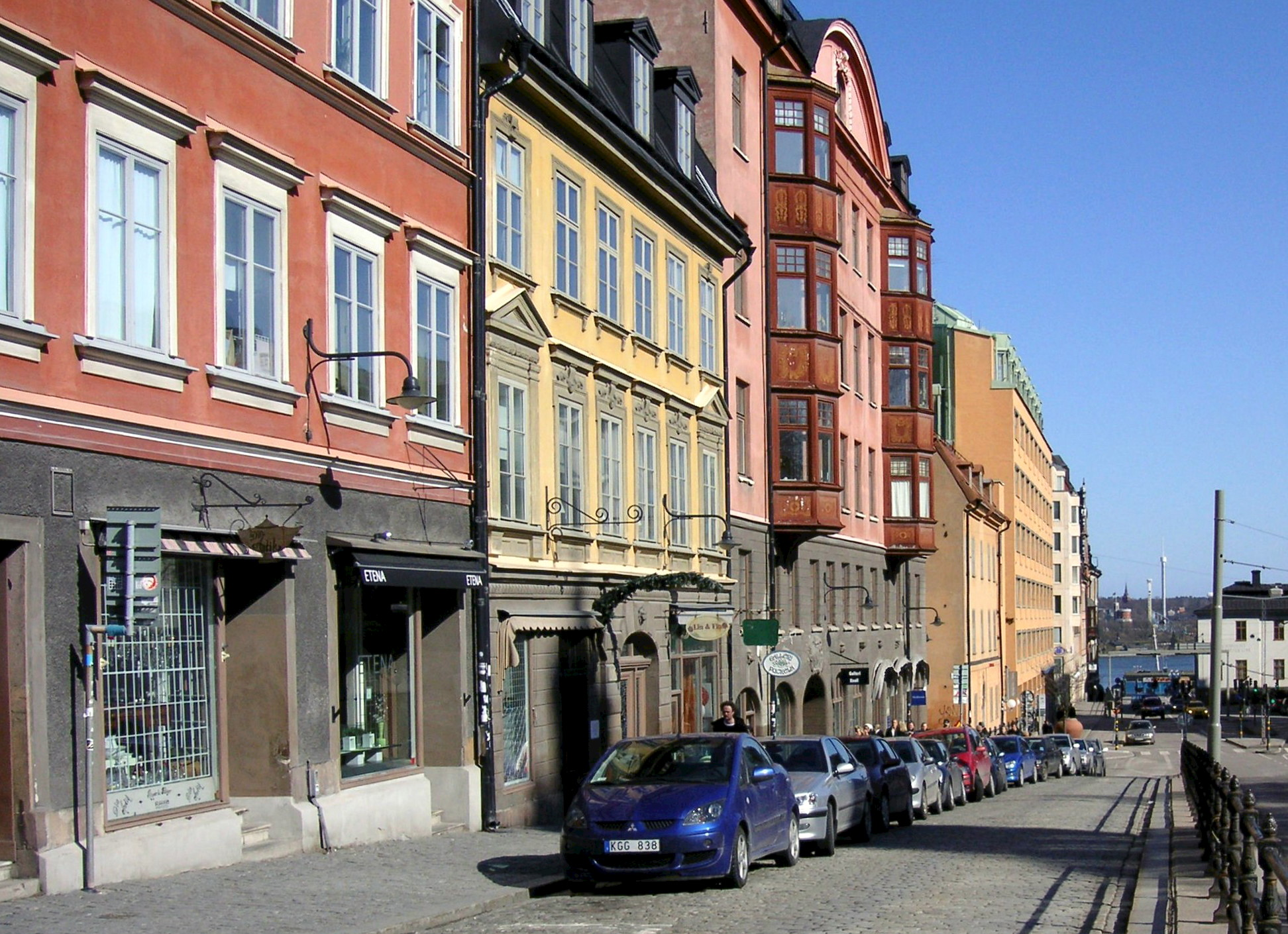
Hornsgatspuckeln, 2008.

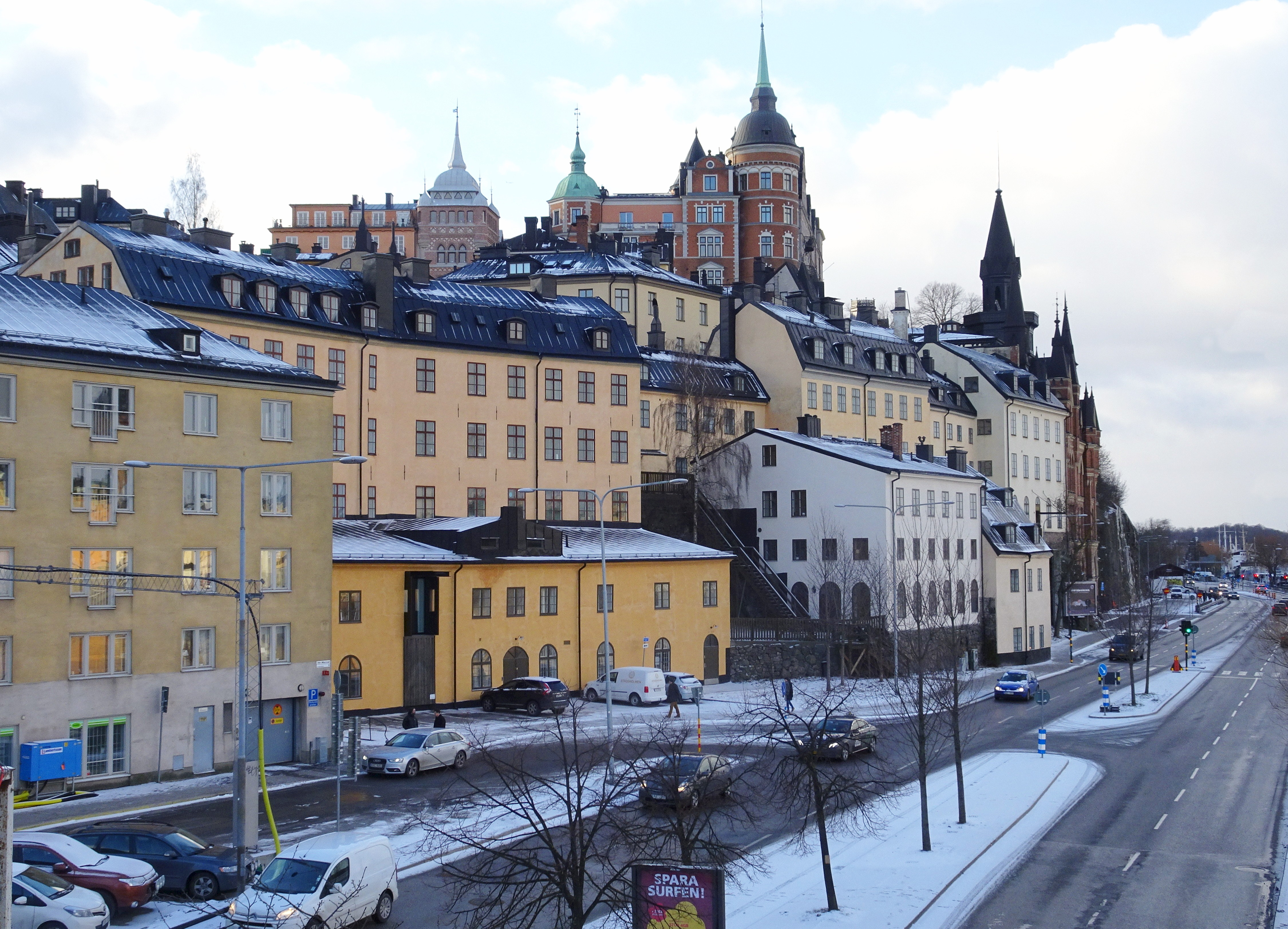
Mariaberget, vu du nord-est, 2018.
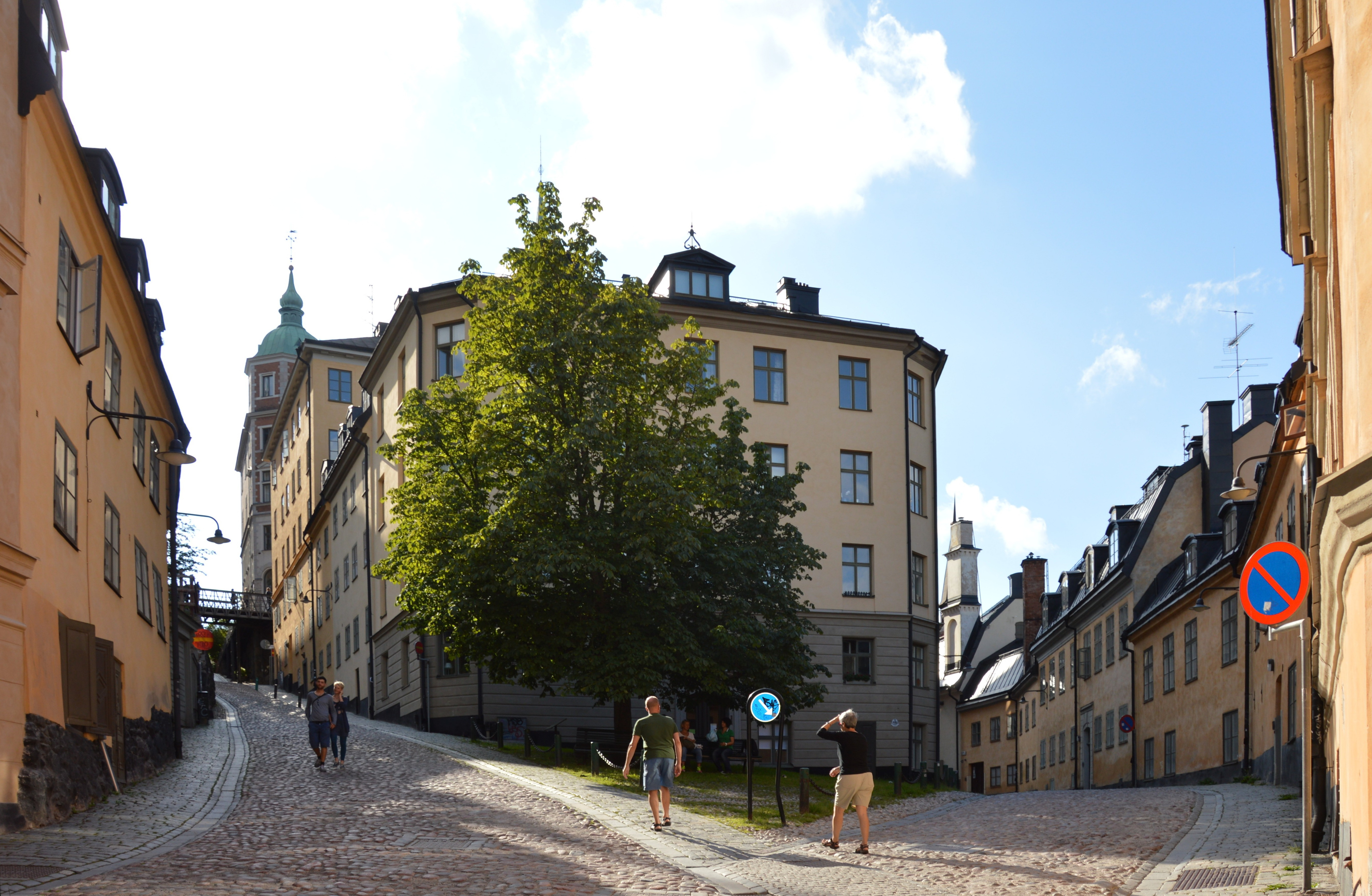
Kvarteret Tofflan, 2015.
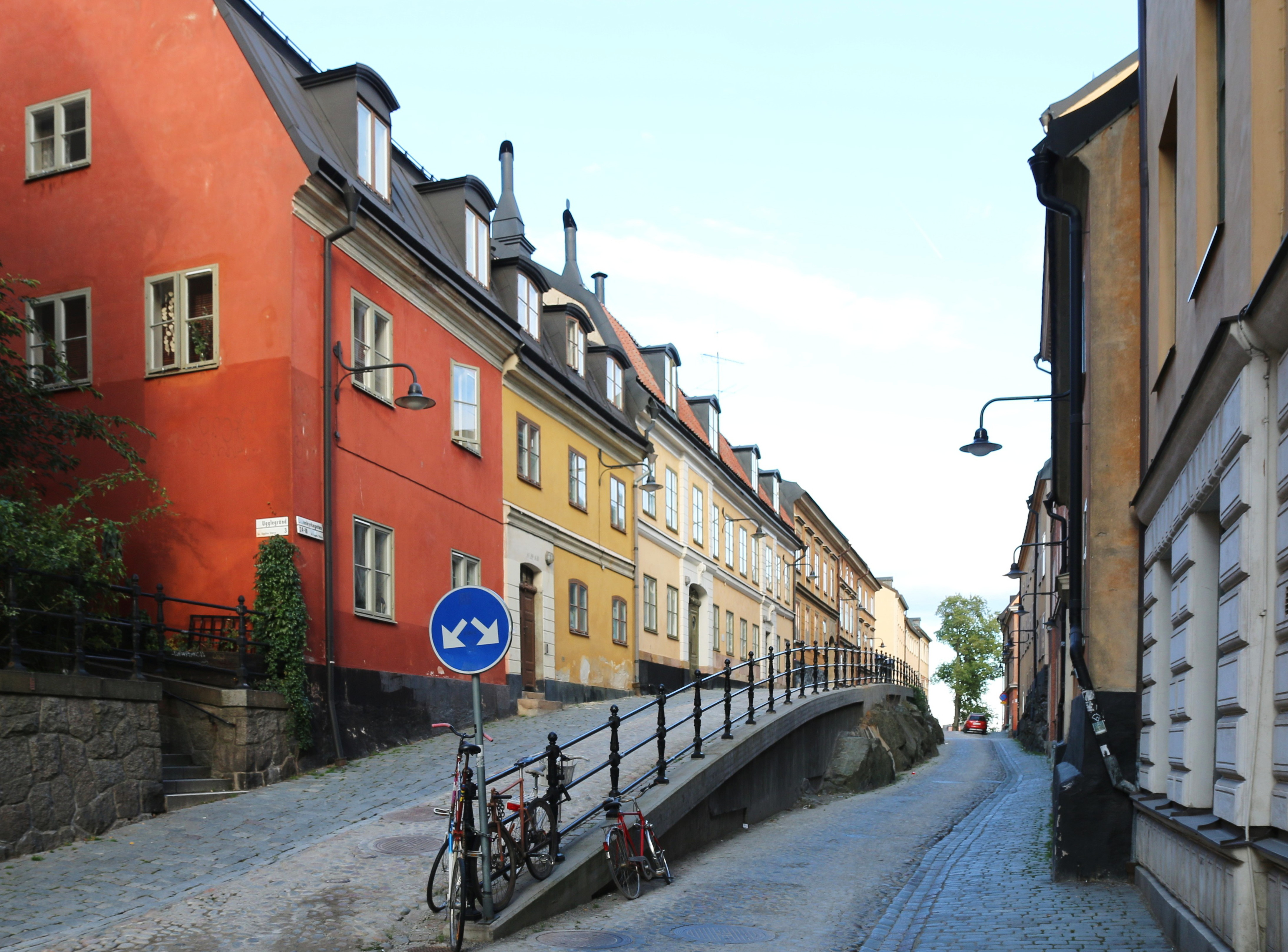
Kvarteret Ugglan, 2015.